# Auguste Clément Chrétien
Pour les articles homonymes, voir Chrétien (homonymie).
Auguste Clément Chrétien, né le 23 juin 1835 à Choisy-le-Roi et mort le 30 juin 1913 à Caen, est un peintre et professeur de dessin français.

## Biographie
Auguste Clément Chrétien est le fils de Pierre Jean-Baptiste Chrétien, et de Julie Varlet.
Élève d'Hippolyte Flandrin et de Louis Lamothe, il expose au Salon à partir de 1857 à 1883. Il est récompensé d'une mention honorable en 1859.
En 1860, il épouse Julie Henriette Turpin. De l'union nait René-Louis Chrétien, futur peintre.
Il meurt à son domicile à l'âge de 78 ans.

## Œuvres dans les collections publiques
- Évreux, Musée : L'Enfant prodigue[6]

## Œuvres exposées aux Salons parisiens
- Portrait de M. A. C. C., au Salon de 1857
- Portrait de M. P. V., au Salon de 1857
- Portrait de Mlle J. P., au Salon de 1857
- Portrait de Mlles C. D. et E. D., au Salon de 1857
- Portrait de M. C. C., au Salon de 1859
- Portrait de M. V., au Salon de 1859
- L’éducation d’Achille, au Salon de 1861
- Portrait de Mme A. C. C., au Salon de 1863
- Portrait de Mme E. C., au Salon de 1863
- L’enfant prodigue, au Salon de 1864
- Portrait de Mme L. L., au Salon de 1864
- Jésus chassant les vendeurs du temple, au Salon de 1865
- Portrait de M. V., au Salon de 1866
- Portrait de Marguerite C., au Salon de 1867
- Portrait de Mlle A…, au Salon de 1867
- Portrait de Mme E. Turpin, au Salon de 1868
- Portrait d’enfant, au Salon de 1868
- Jeune fille de Grand-Camp, au Salon de 1877
- Portrait de M. C., au Salon de 1878
- Portrait de Mlle M. C., au Salon de 1878
- Portrait de M. H. B.., au Salon de 1879
- Portrait de Mlle G. R., au Salon de 1879
- Portrait de M. H. C., au Salon de 1880
- Portrait de M. P. C., au Salon de 1880
- Vieux pêcheur normand, au Salon de 1882
- Portrait de M. C., au Salon de 1883